# Eparchia di Novgorod

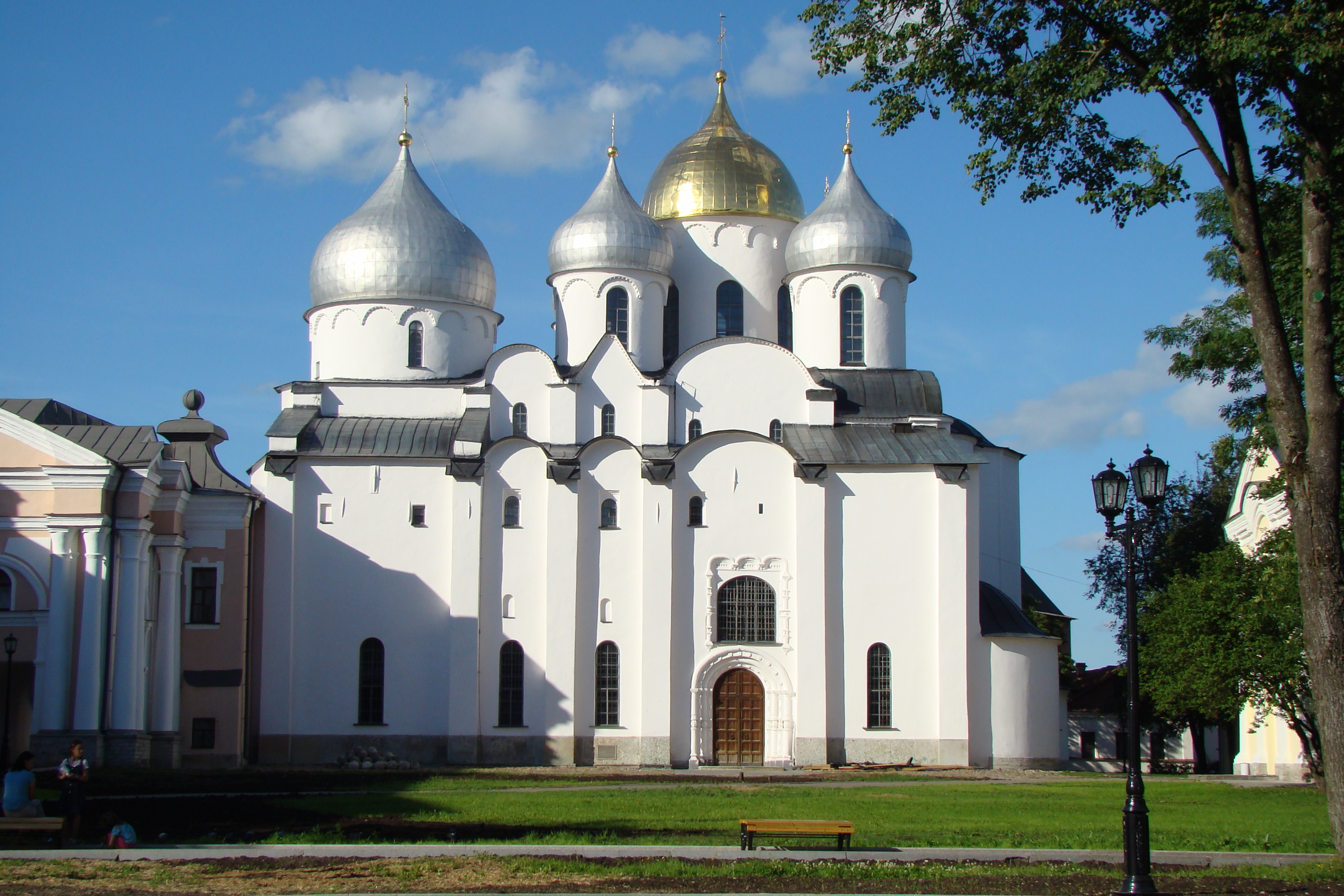
La cattedrale di Santa Sofia di Velikij Novgorod.

L'eparchia di Novgorod (in russo Новгородская епархия?) è una diocesi della Chiesa ortodossa russa, appartenente alla metropolia di Novgorod.

## Territorio
L'eparchia comprende i rajon Bateckij, Valdajskij, Volotovskij, Demjanskij, Kresteckij, Malovišerskij, Marëvskij, Novgorodskij, Parfinskij, Poddorskij, Soleckij, Starorusskij, Cholmskij, Čudovskij e Šimskij nell'oblast' di Novgorod nel circondario federale nordoccidentale.
Sede eparchiale è la città di Velikij Novgorod, nota fino al 1998 con il solo nome di Novgorod, dove si trova la cattedrale di Santa Sofia.
L'eparca ha il titolo ufficiale di «metropolita di Novgorod e Staraja Russa».

## Storia
Novgorod è una delle più antiche eparchie della Chiesa ortodossa russa, documentata nella Prima Cronaca di Novgorod con il vescovo Gioacchino, che arrivò a Novgorod nel 992.
Nel 1589 cedette una porzione di territorio a vantaggio dell'erezione dell'eparchia di Pskov.
Soppressa nel dicembre 1943, fu ripristinata dal Santo Sinodo il 20 luglio 1990, rivavandone il territorio dall'eparchia di Leningrado (oggi San Pietroburgo).
Il 28 dicembre 2011 ha ceduto una porzione del proprio territorio a vantaggio dell'erezione dell'eparchia di Boroviči e contestualmente è entrata a far parte della metropolia omonima.